# Goniaeolis typica
Goniaeolis typica is een slakkensoort uit de familie van de Goniaeolididae. De wetenschappelijke naam van de soort is voor het eerst geldig gepubliceerd in 1861 door Sars M..